# Baudenkmale Kielblockstraße
Die Wohngebäude Kielblockstraße 1/1A und Kielblockstraße 2 bilden einen Baudenkmalkomplex, der um 1930 bzw. 1914/1915 errichtet wurde. Er befindet sich im Ortsteil (Alt-)Lichtenberg des Berliner Bezirks Lichtenberg. Die genannte Straße bildet auch einen fußläufigen Zugang zum Stadtpark Lichtenberg und gehört zum Denkmalschutzbereich des historischen Lichtenberger Angers.

## Geschichte
Anfangs befanden sich die Häuser unter der Verwaltung des Kaufmanns P. Karbe („Administration“).
Nachdem zuerst das Haus Kielblockstraße 2 fertiggestellt war, entstand in den späten 1920er Jahren im direkten baulichen Anschluss auf der östlichen Giebelseite das kompakte Eckgebäude Kielblockstraße 1 / Möllendorffstraße 93/92, welches bereits in früheren Adressbüchern als Baustelle eingetragen war. 
Die Bauarbeiten erledigte die Firma Schlundt und P. Schenk, die ihren Sitz in der Boxhagener Straße 8 hatte.
Nach der Baufertigstellung gingen die Immobilien in das Eigentum des Bauherrn Schenk (Nummer 1) und des Privatmannes Direktor E. Reiche über (der selbst im Haus Nummer 3 wohnte). (Das heutige Haus Kielblockstraße 3 ist ein Neubau aus den 1990er Jahren.)
Nach dem Mauerfall und der Neuausrichtung der Verwaltungsstruktur der Berliner Bezirke, in den späten 1990er Jahren nach einer umfassenden Sanierung aller Wohnungen, genehmigte das Berliner Denkmalamt den Ausbau eines Teils des Dachgeschosses vom Haus Nummer 2 zu Wohnzwecken, wie von außen zu sehen.

## Beschreibung
- Kielblockstraße 2

Das Haus Nummer 2 ist ein viergeschossiges Wohnhaus mit einem Eingang auf der Südseite. Es ist voll verputzt und mit kleinen Schmuckelementen um den Eingang und in der Fassadenfläche ausgestattet: eine angedeutete säulenförmige jugendstilartige Umrahmung mit drei Putten und Medaillons mit dem Relief einer nackten Frau.
Ein Blick in den Hauseingangsbereich zeigt Stuckelemente wie Säulen oder Friese.
- Kielblockstraße 1, 1A

Der Eingang zum Haus 1A befindet sich direkt in der zurückspringenden Ecke.
Das Haus ist mit einem klinkerverkleideten Sockel ausgestattet. Dahinter liegen die Kellerräume der Mieter.
Das massive Eckgebäude bildet mit dem Haus Möllendorffstraße 93/92 einen zusammenhängenden Wohnblock.
- Unterschiede

Die Häuser Kielblockstraße 2 und 1/1A haben zwar die gleiche Gesamt(first)höhe, jedoch sind die einzelnen Stockwerke unterschiedlich hoch. So ergeben sich für die Nummer 2 nur vier Wohnetagen, das Haus Nummer 1 verfügt über fünf gleichmäßige Etagen, allerdings gibt es hier keine Balkons, Erker oder ähnliches. Einzige Unterbrechung der Fassaden bilden die rechteckigen Sprossenfenster. Haus Nummer 2 trägt ein steiles Pultdach, gedeckt mit roten Dachziegeln und unterbrochen durch die Fenster der ausgebauten Wohnungen über den Balkons bzw. über den Erkern.

## Galerie

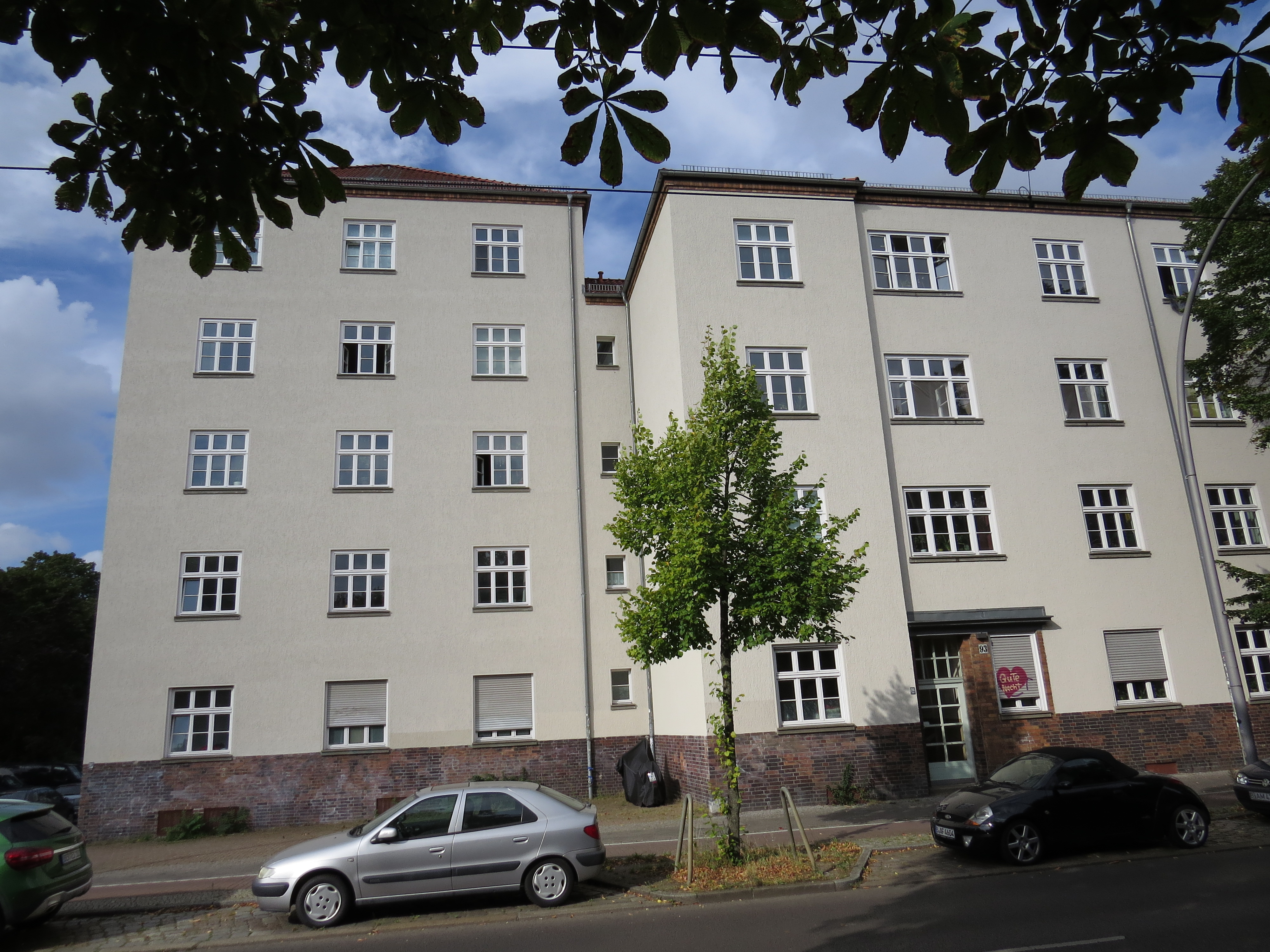
Eckgebäude Möllendorffstr. 93
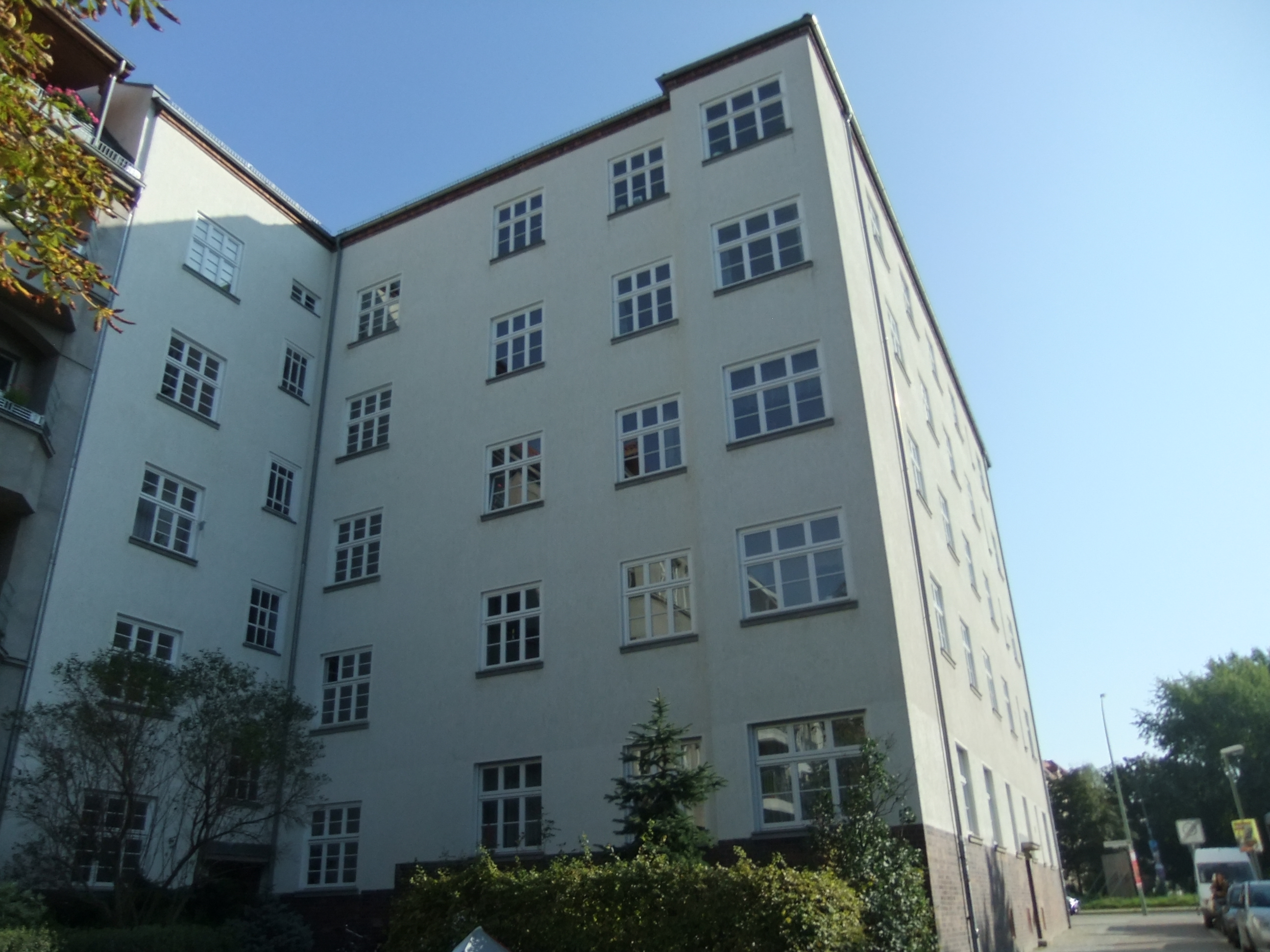
Eingang zum Haus Nummer 1A
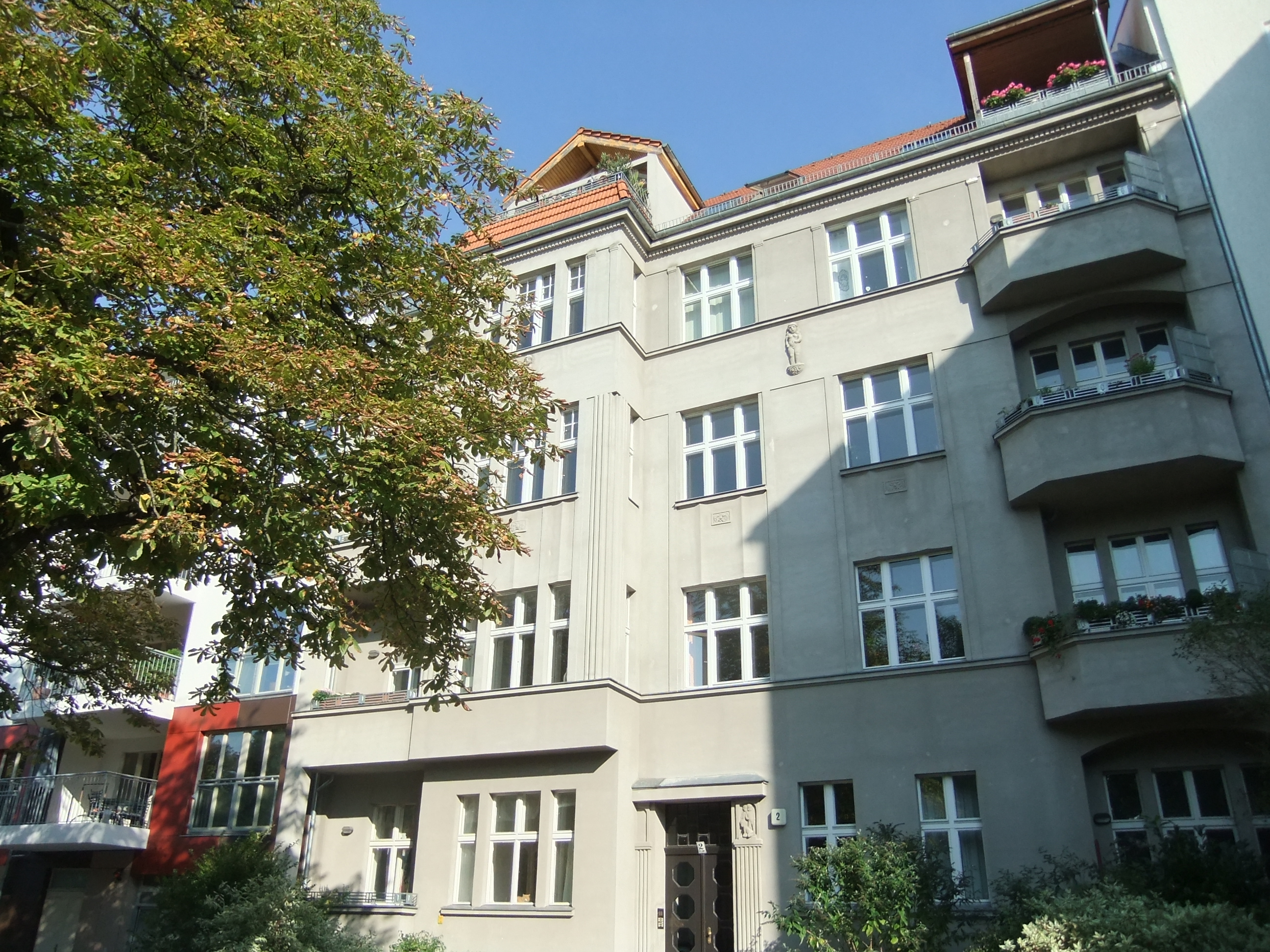
Gesamtansicht Kielblockstr. 2
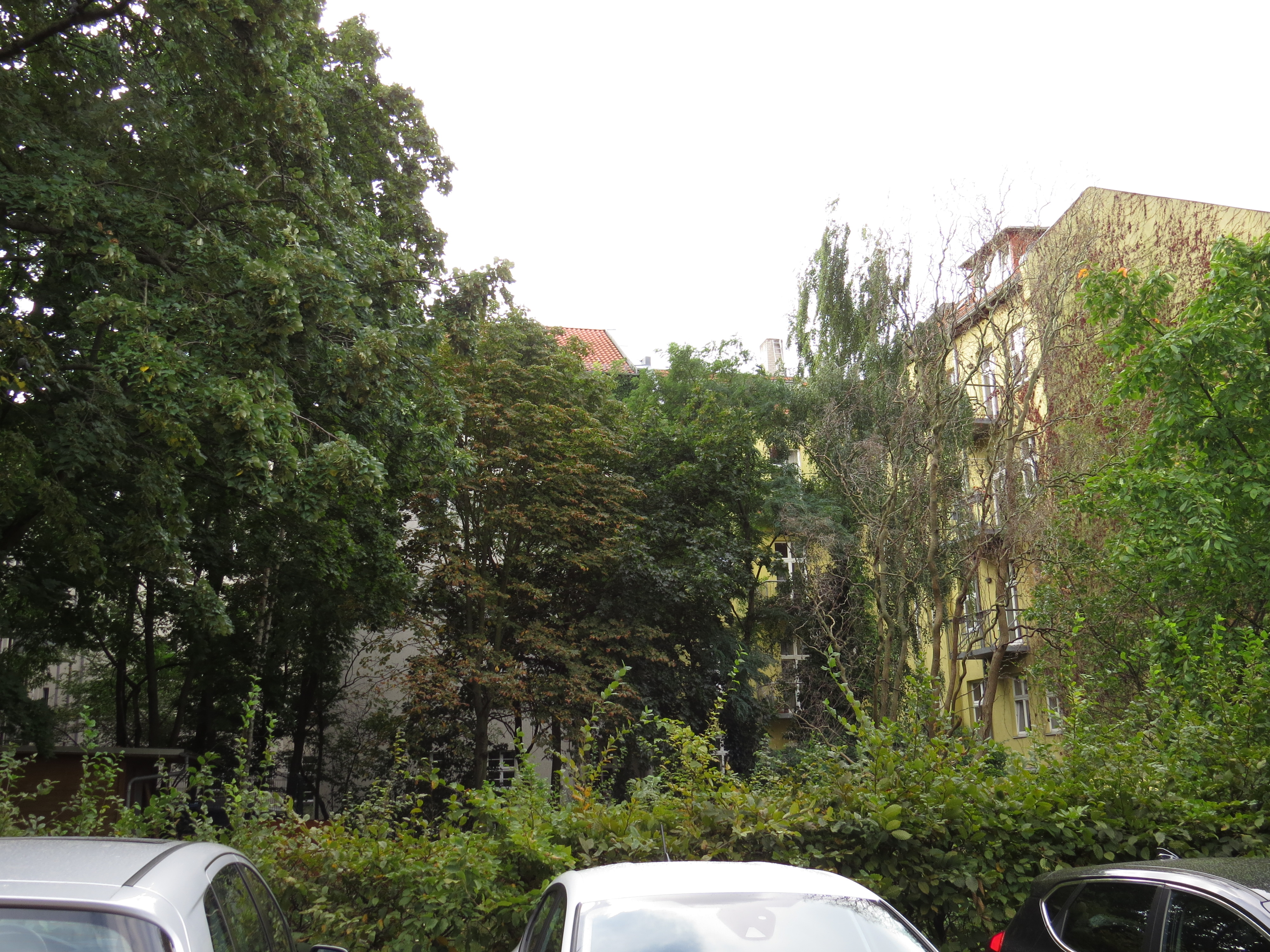
Hofseitige Ansicht der beiden Gebäude vom Norden
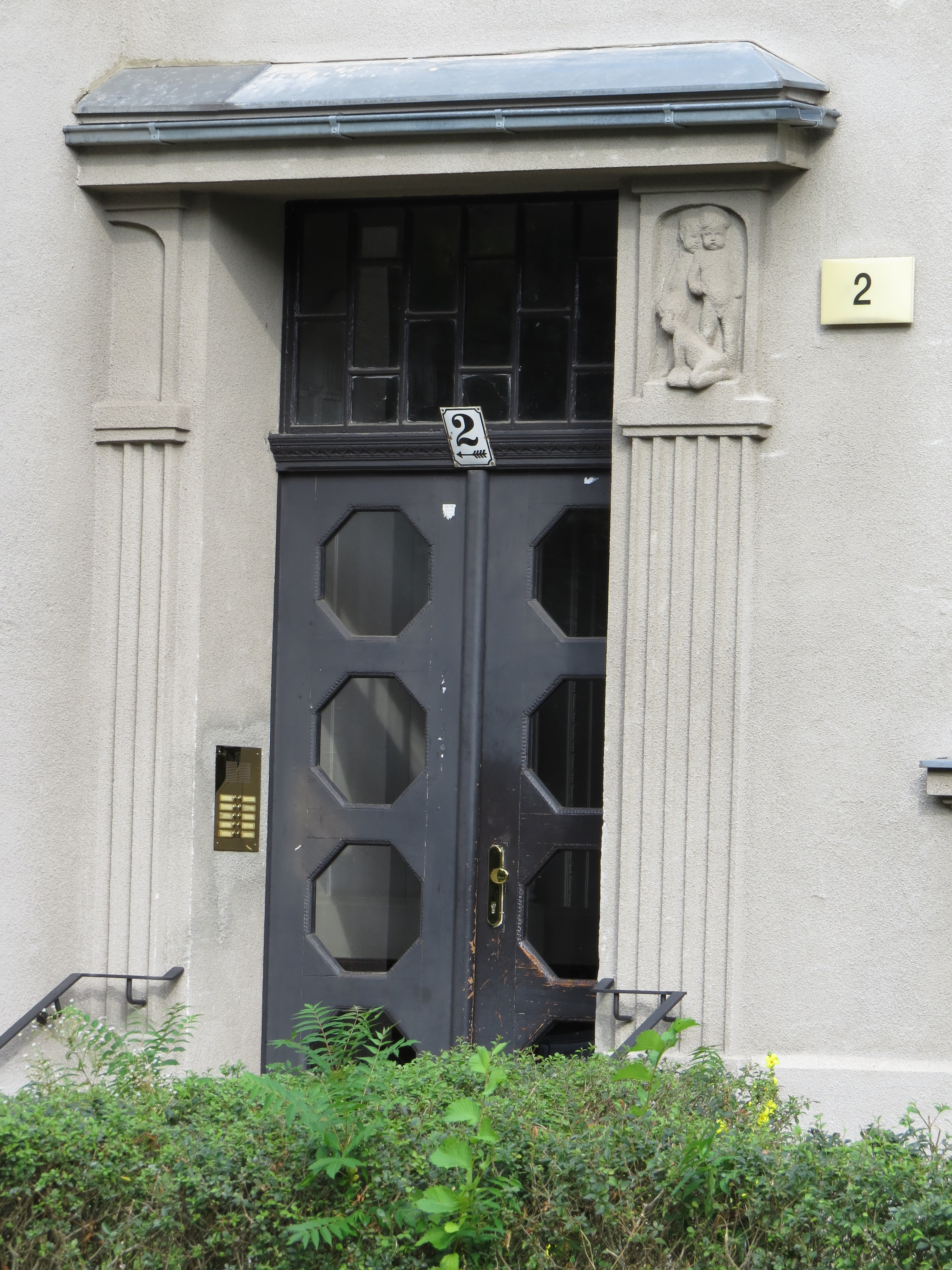
Eingangstür mit Umrahmung
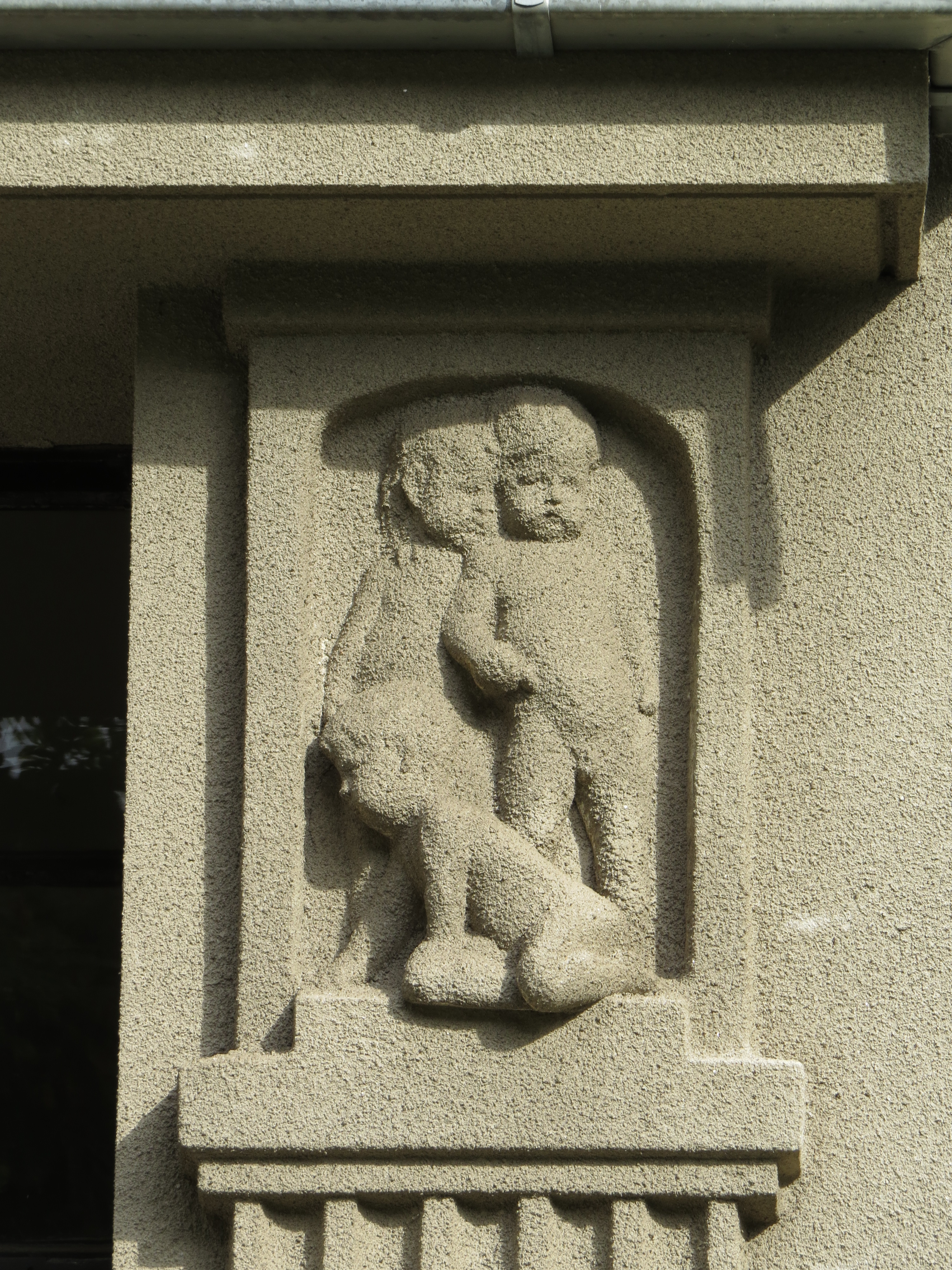
Eingangstür mit Putten
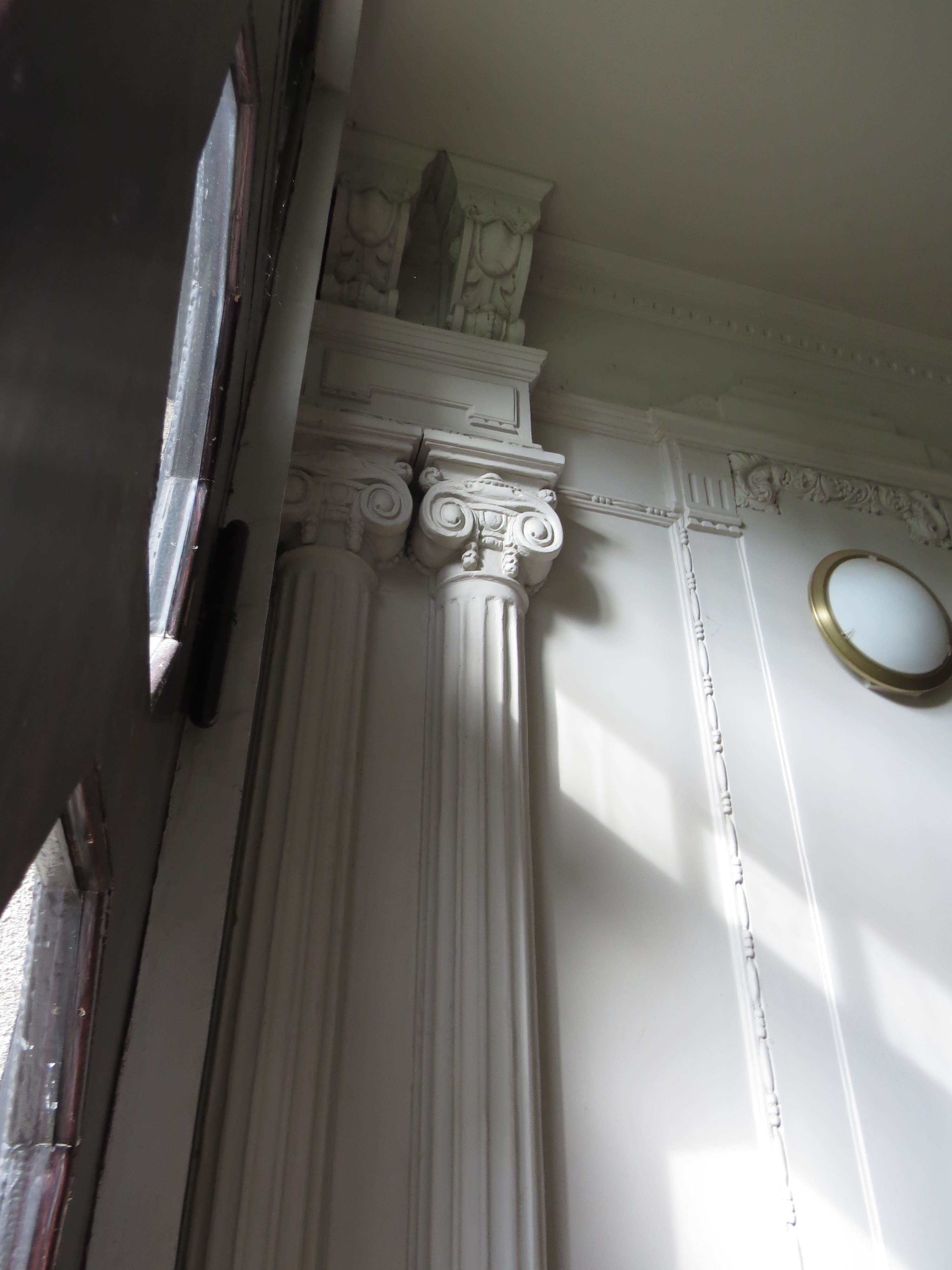
Flur Kielblockstr. 2
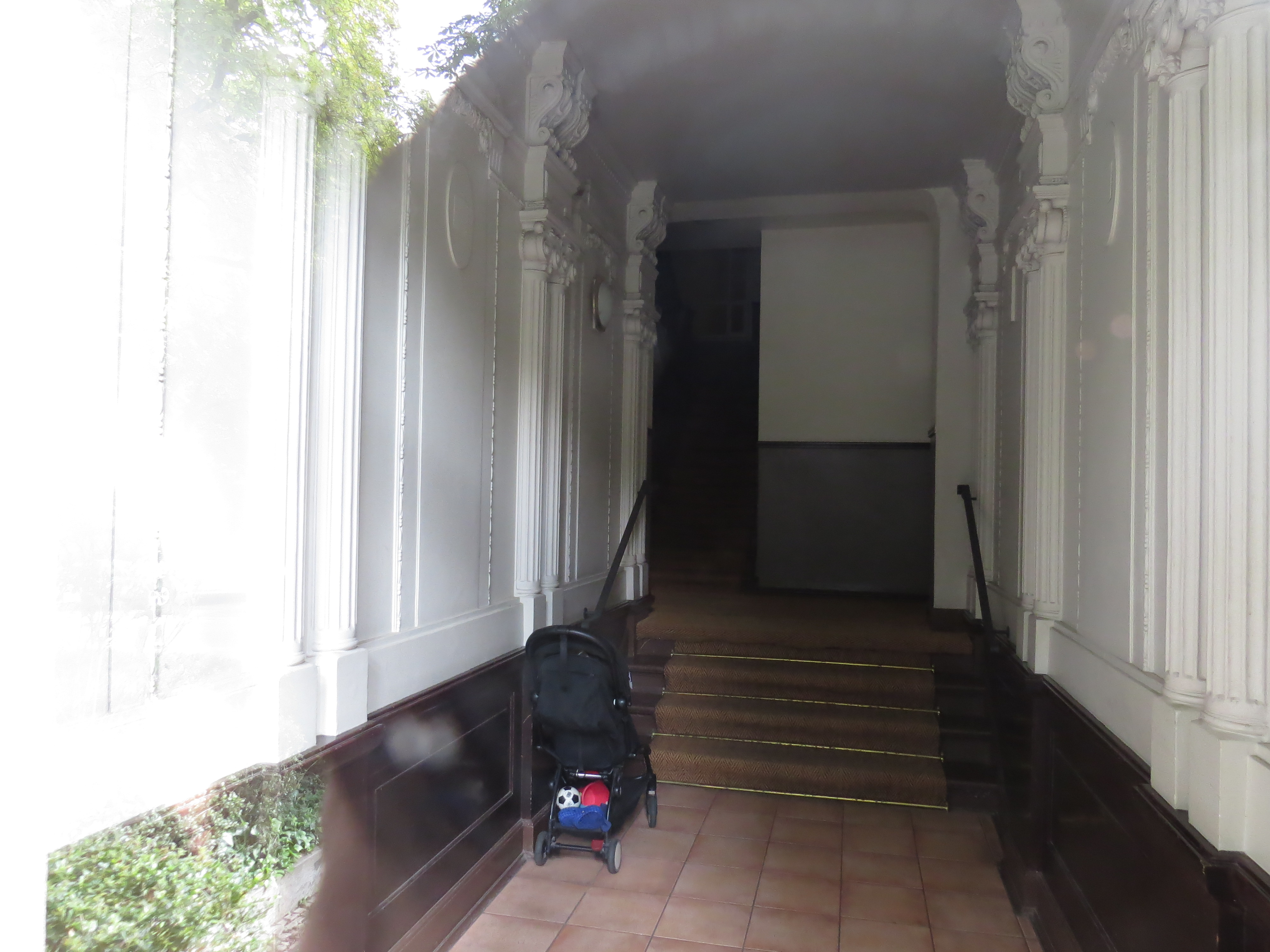
Eingangsbereich KB 2
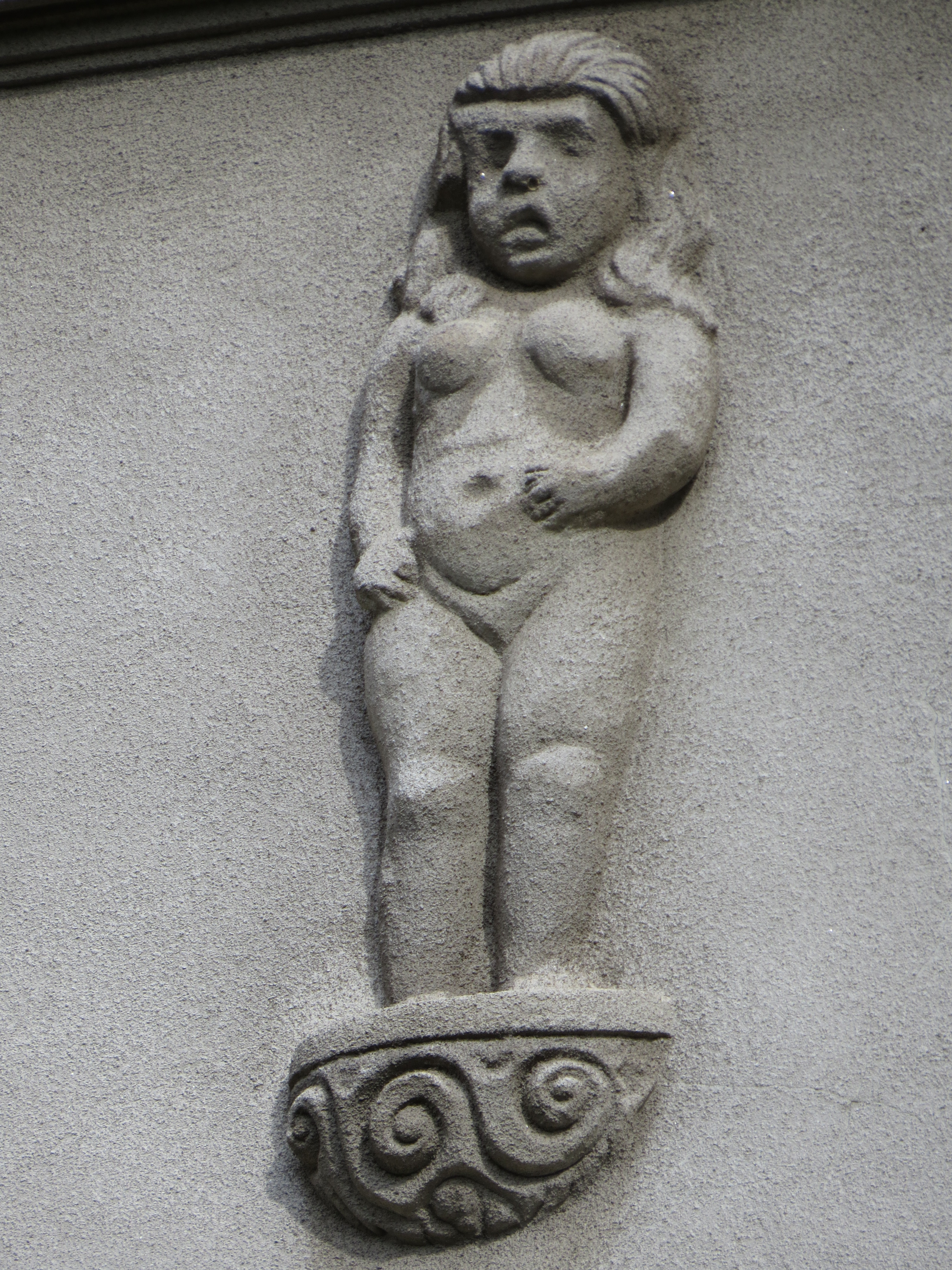
Fassadenschmuck KB2